# 모뎀

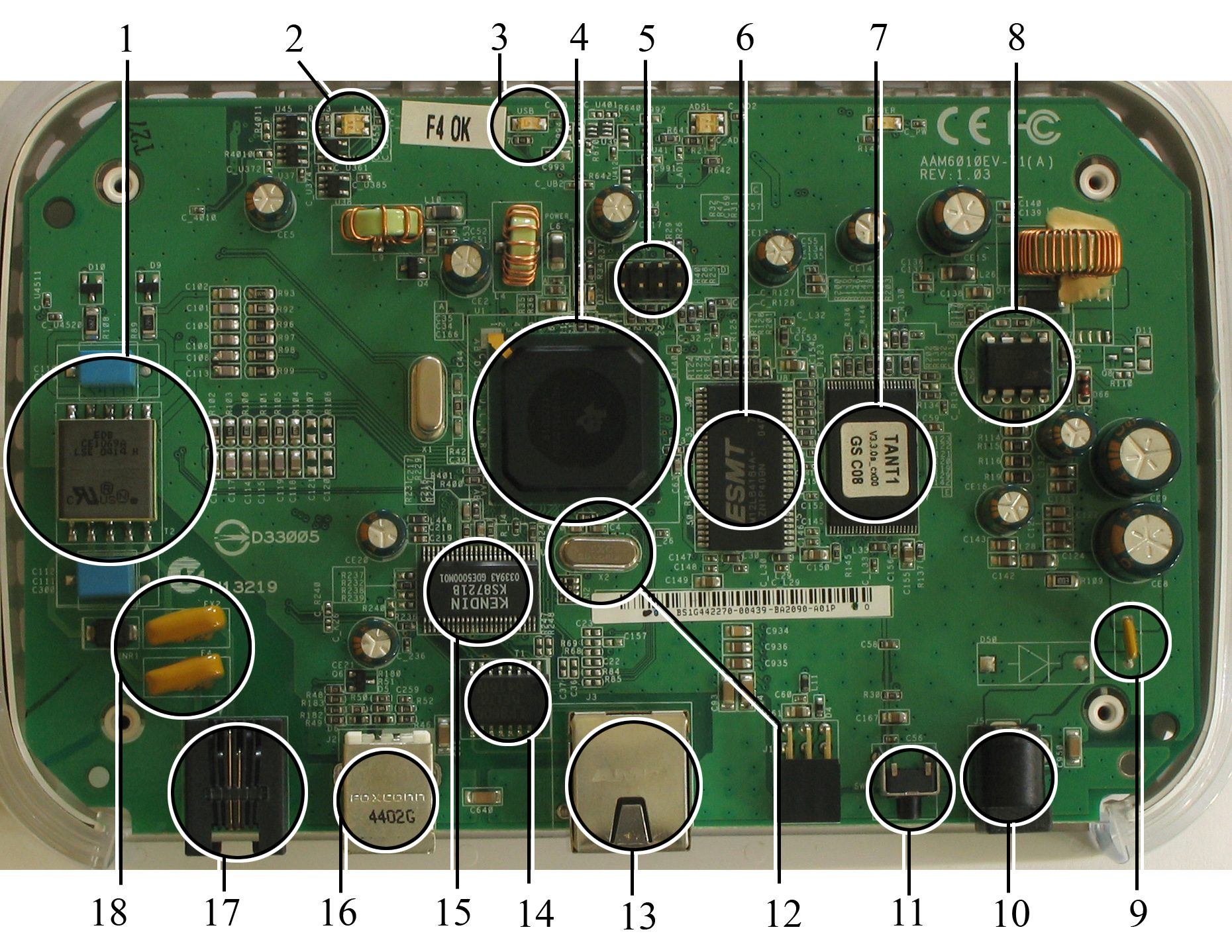
모뎀의 구조도.

모뎀(MODEM, MOdulator and DEModulator)은 정보 전달(주로 디지털 정보)을 위해 신호를 변조하여 송신하고 수신측에서 원래의 신호로 복구하기 위해 복조하는 장치를 말한다. 주로 컴퓨터 정보통신을 위한 주변기기로 많이 사용한다. 변조를 하는 이유는 전송선에 디지털 신호를 바로 보내면 신호 전달이 잘 되지 않기 때문이다. 데이터가 같은 비트로 연속되면 전송특성상 신호 전달에 문제가 발생하므로 전송선의 특성에 맞추어 변조한다.
모뎀은 아날로그/디지털 변환기의 일종으로 컴퓨터의 디지털 신호를 아날로그 신호로 바꾸어 전송하고, 아날로그 신호를 받아 디지털 신호로 읽어낸다. 좁은 의미에서는 개인용 컴퓨터와 전화선을 이어주는 주변기기이다.
초기 모뎀은 주로 전화선을 통한 데이터 전송을 위해 사용하였다. 개인이 사용하는 인터넷망이 활성화되기 이전에 개인이 통신망에 접속하는 것이 비용측면에서 쉽지 않았기 때문에 전화망을 통해 개인용 컴퓨터와 서버와의 통신을 하게 되었다. 개인 컴퓨터와 서버 간에, 개인 인증과 망 접속을 위해 PPP 프로토콜을 통해 접속한다. 하이텔 같은 망이 대표적이다.
초기 모뎀이 전화망을 통해 전송되기 때문에 주파수가 제한된다. 따라서 전송 속도에서 제한을 받을 수밖에 없었다. 전화망은 음성을 전달하는 망이긴 하나, 가청 주파수 전체를 전달하지 않고 음성의 일부 주파수만 전송한다.
모뎀의 속도는 BPS로 나타내고 초당 비트 수를 의미한다. 한글 한 문자가 2바이트(16비트)로 되어 있으므로, 16BPS는 초당 한 글자를 전송하는 속도이다.

## 초기 전화선 시대의 모뎀
일반 음성 회선으로는 1990년대에 PC통신용으로 널리 쓰였다. 속도는 300, 600, 1200, 2400, 4800, 9600, 14400, 19200, 28800, 33600, 38400, 56000 bps가 있었다.

## 무선 모뎀
초기에는 컴퓨터와 아마추어 무선의 무전기(RIG)를 연결해주는 진정한 의미의 무선 모뎀이 있었다. 여기에는 간단한 저장 장치가 있어, 컴퓨터를 켜지 않아도 편지 등을 저장할 수 있는 기능이 있었다.
1990년대 말에 들어와서는 휴대전화를 통한 자료 전송이 가능했다.
2000년대에 들어서는 무선 인터넷이 도입되어 무선 모뎀을 사용하면 액세스 포인트 근처에서 인터넷을 이용할 수 있다. 이는 FM 진동수 대역의 신호를 주고받는다.

## 고속 인터넷 시대의 모뎀
DSL용 모뎀이나 케이블 텔레비전의 회선을 이용하는 HFC 방식의 동축 케이블, 광 섬유 케이블 방식의 FTTH 모뎀도 개발되어, 2000년대에 기존의 전화선을 통해서 초고속 인터넷을 값싸게 공급하는 주 원동력이 되기도 한다. 현재 인터넷의 속도는 수 Mbps에서 수십 Mbps에 이른다.

## 같이 보기
- 전화 접속